# Санта-Барбара (Вила-ду-Порту)
Санта-Барбара (порт. Santa Bárbara) — населённый пункт и район в Португалии, входит в округ Азорские острова. Расположен на острове Санта-Мария. Является составной частью муниципалитета Вила-ду-Порту. Население составляет 480 человек на 2001 год. Занимает площадь 15,42 км².
Покровителем района считается Святая Варвара (порт. Santa Bárbara).
Климат мягкий, средиземноморский, осадков выпадает порядка 2000 мм в год.